# Длъхчево-Сабляр
Длъхчево-Сабляр е село в Западна България. То се намира в община Невестино, област Кюстендил.

## География
Село Длъхчево-Сабляр се намира в планински район, в географската област Пиянец, югоизточно от град Кюстендил, разположено по течението на Клисурския поток и по левия бряг на Саблярска река. Махалите на селото са Милчовска, Лазовска, Славевска, Жмуранска, Атовска, Вучкодолска и Юручка.
Местността е много живописна, тъй като теренът е зает от естествени иглолистни гори, характерни за този планински регион. Поради ниската степен на урбанизация са запазени почти непокътнати местообитанията на редица птици и бозайници, които все по-рядко се срещат напоследък. Преди обитавано постоянно, днес селото се използва като вилна зона от собствениците на имоти там.

## Население
| Година    | 1880 | 1900 | 1920 | 1934 | 1946 | 1956 | 1965 | 1975 | 1978 | 1984 | 2009 |
| Население | 84   | 208  | 283  | 327  | 361  | 266  | 162  | 83   | 83   | 63   | 22   |

## История
За първи път се споменава в турски регистър от 1576 г. като Тлъчево.
При преброяване на населението през 1880 г. са записани две отделни села – Длъхчево и Сабляр. През 1884 г. двете села се обединяват в днешното Длъхчево-Сабляр.
В махала Юручка се е намирала работилницата за бомби на ВМОРО, организирана и ръководена от Гоце Делчев през 1897 година.
През 1893 г. селото има 10615 декара землище, от които 8965 дка гори, 1432 дка ниви, 149 дка естествени ливади, 39 дка овощни градини и др. и се отглеждат 408 овце, 340 кози, 100 говеда и 39 коня. Основен поминък на селяните са земеделие (овощия, зърнопроизводство), животновъдство и дърводобив. Развиват се домашните занаяти.
В селото е открито училище (1920 г.) и читалище „Наука“ (1927 г.). През 1946 г. е създадена потребителна кооперация „Борба“.
През 1957 г. е учредено ТКЗС „Победа“, което от 1962 г. е в състава на ДЗС – с. Рашка Гращица, а от 1979 г. е включено в състава на АПК – с. Невестино.
От 1948 г. в района започва усилено залесяване.
Селото е водоснабдено (1946 – 1947 г.) и електрифицирано (1957 г.).
Активни миграционни процеси

## Религии
Село Длъхчево-Сабляр принадлежи в църковно-административно отношение към Софийска епархия, архиерейско наместничество Кюстендил. Населението изповядва източното православие.